# Ель-Побо-де-Дуеньяс
Ель-Побо-де-Дуеньяс (ісп. El Pobo de Dueñas) — муніципалітет в Іспанії, у складі автономної спільноти Кастилія-Ла-Манча, у провінції Гвадалахара. Населення — 158 осіб (2010).
Муніципалітет розташований на відстані близько 180 км на схід від Мадрида, 130 км на схід від Гвадалахари.

## Демографія
Динаміка населення (INE ):

## Галерея зображень

Розташування муніципалітету у провінції Гвадалахара